# Anticorps (film)
Pour plus de détails, voir Fiche technique et Distribution.
Anticorps (Antibody) est un téléfilm américain réalisé par Christian McIntire et diffusé le 8 février 2003 sur Sci Fi Channel.
En France, il a été diffusé sur Syfy le 26 avril 2007.

## Synopsis
Un terroriste s'est implanté une bombe nucléaire dans le corps. Après avoir pris en otage l'ambassade des Etats-Unis à Sofia, il exige une forte rançon sinon il fera sauter l'engin. Après l'intervention d'un groupe spécial, l'homme met en marche la machine infernale. Le criminel est amené dans un lieu secret où un groupe de scientifiques va devoir réduire de taille pour s'introduire dans son organisme afin d'arrêter le compte à rebours...

## Fiche technique
- Titre original : Antibody
- Titre français : Anticorps
- Réalisation : Christian McIntire
- Scénario : Micheal Baldwin
- Musique : Scott Clausen
- Photographie : Adolfo Bartoli
- Montage : Christian McIntire
- Décors : Kes Bonnet
- Costumes : Irina Kotcheva
- Maquillages spéciaux : Francie Hart
- Effets spéciaux : Silvan Dicks
- Supervision des effets visuels : Kevin Gendreau
- Producteurs : Jeffery Beach, Phillip J. Roth, Plamen Voynovsky, John Cappilla, Janine M. Clark et Melanie Elin
- Producteurs exécutifs : James Hollensteiner, Thomas J. Niedermeyer Jr. et Richard Smith
- Producteur associé : T.J. Sakasegawa
- Compagnie de production : Unified Film Organization
- Compagnie de distribution : Anti Productions LLC
- Pays d'origine :  États-Unis  Bulgarie
- Format : Couleurs - 1,33:1 - Stéréo - 35 mm
- Genre : Science-fiction
- Durée : 90 minutes

## Distribution
- Lance Henriksen : Gaynes
- Robin Givens : Rachel Saverini
- William Zabka : Emmerich
- Gastón Pauls : Pacio
- Teodora Ivanova : Trechak
- Stella Ivanova : Amanda
- Kathleen Lambert : Nancy Pearson
- Velizar Binev : Docteur Bickell
- Julian Vergov : Moran
- Christian Mcintire : Agent Roth

## Autour du film
- Le tournage s'est déroulé à Sofia, en Bulgarie.
- Le scénario du film s'inspire fortement du film : Le Voyage fantastique.

## DVD
Le film est sorti sur le support DVD en France :
- Anticorps (DVD-5 Keep Case) sorti le 6 janvier 2005 édité et distribué par First International Production. Le ratio écran est en 1.85:1 4:3. L'audio est en Français 2.0 Dolby Digital sans sous-titres. En supplément la bande annonce du film. Il s'agit d'une édition Zone 2 Pal[2].